# 王永红 (1969年)
王永红（1969年6月—），男，汉族，中华人民共和国官员。大学本科学历，管理学硕士。曾任国家机关事务管理局副局长，现任中华人民共和国国务院副秘书长，国家机关事务管理局党组书记、局长。中共第二十届中央候补委员。

## 生平
1987年进入中南财经大学会计学专业学习。1991年8月在国务院机关事务管理局（简称国管局）参加工作，1991年5月加入中国共产党。历任国管局财务管理司副司长、后勤改革与综合管理司副司长、培训中心主任、财务管理司司长、东坝服务中心主任。2017年3月，任国家机关事务管理局党组成员兼东坝服务中心主任。2017年4月，任国管局副局长、党组成员兼东坝服务中心主任。2017年11月，任国管局副局长、党组成员。2022年6月，任国家机关事务管理局党组书记、局长。2023年7月，被任命为国务院副秘书长。